# 二十世紀大挙伝道
二十世紀大挙伝道（にじっせいきたいきょでんどう）は、1890年代の明治期の日本のキリスト教会の長い停滞や不振を打ち破ることになった、超教派による1901年より二年に亘る大規模な協力伝道計画である。
この伝道計画は日本のプロテスタント教会の代表的機関である福音同盟会によって計画された。欧米の教会で計画された、Twentieth Century Forward Movementに呼応した大規模な組織伝道である。
各教会から、教職と信徒を集め伝道隊を組織して、戸別訪問、広告配布、トラクト配布、路傍伝道などを実施した。さらにこうした伝道活動の集約として、大規模な伝道集会を開催し、キリスト教会の有名な指導者が説教をした。
1901年5月、東京の京橋の集会からリバイバルが始まった。以降二ヶ月にわたり東京各地で伝道集会が持たれて、52教会と79人の教益者、16チームの伝道隊が参加して、84247人の来会者と、5309人の改心者と求道者を生んだ。